# Mineu, Sălaj
Mineu este un sat în comuna Sălățig din județul Sălaj, Transilvania, România.

## Personalități
- Victor Russu

 Acest articol despre o localitate din județul Sălaj este deocamdată un ciot. Puteți ajuta Wikipedia prin completarea lui.